# Championnats de France d'escrime 2012
Navigation
Édition précédente Édition suivante
Les Championnats de France d'escrime 2012, organisés par la Fédération française d'escrime, ont eu lieu à  Hénin-Beaumont pour l'épée, à Nantes pour le fleuret et à Meylan pour le sabre dans le week-end du 26 et du 27 mai 2012. Les compétitions individuelles ont eu lieu le samedi et les compétitions par équipes le dimanche. Seul le fleuret est décalé d'un jour (épreuves individuelles le dimanche, épreuves par équipe le lundi).
Cette saison fut marquée par les Jeux Olympiques 2012 qui suivent ces championnats.

## Médaillés

### Fleuret
| Épreuves            | Or                                 | Argent                        | Bronze                                                                            |
| ------------------- | ---------------------------------- | ----------------------------- | --------------------------------------------------------------------------------- |
| Fleuret             |                                    |                               |                                                                                   |
| Hommes individuel,  | Enzo Lefort Lagardère Paris Racing | Guillaume Pitta Aubervilliers | Julien Mertine Rueil-Malmaison Jean-Paul Tony-Helissey AS Bourg-la-Reine (BLR 92) |
| Hommes par équipes, | Lagardère Paris Racing             | Rueil-Malmaison               | Aubervilliers                                                                     |
| Femmes individuel,  | Corinne Maîtrejean Lyon MDF        | Astrid Guyart Le Vésinet US   | Gaëlle Gebet Team Fleuret Ysaora Thibus AS Bourg-la-Reine (BLR 92)                |
| Femmes par équipes, | Lyon MDF                           | AS Bourg-la-Reine (BLR 92)    | CE Melun Val de Seine                                                             |

### Épée
| Épreuves            | Or                                         | Argent                                      | Bronze                                                          |
| ------------------- | ------------------------------------------ | ------------------------------------------- | --------------------------------------------------------------- |
| Épée                |                                            |                                             |                                                                 |
| Hommes individuel,  | Jean-Michel Lucenay Lagardère Paris Racing | Gauthier Grumier Levallois                  | Jonathan Bonnaire Escrime Rodez Aveyron Yannick Borel Levallois |
| Hommes par équipes, | Escrime Rodez Aveyron                      | Escrime Saint-Gratien                       | Levallois                                                       |
| Femmes individuel,  | Lauren Rembi AS Bondy                      | Vanessa Galantine Cercle d'Escrime d'Aulnay | Laurence Épée Lagardère Paris Racing Mélissa Goram Beauvais ACA |
| Femmes par équipes, | Levallois                                  | Beauvais ACA                                | Lagardère Paris Racing                                          |

### Sabre
| Épreuves            | Or                                                                                          | Argent                                                                                   | Bronze                                                                                             |
| ------------------- | ------------------------------------------------------------------------------------------- | ---------------------------------------------------------------------------------------- | -------------------------------------------------------------------------------------------------- |
| Sabre               |                                                                                             |                                                                                          | |
| Hommes individuel,  | Nicolas Lopez ATE Tarbes                                                                    | Nicolas Rousset ASPTT Dijon                                                              | Vincent Anstett Strasbourg Université Club Boladé Apithy ASPTT Dijon                               |
| Hommes par équipes, | ASPTT Dijon- Boladé Apithy - Yémi Apithy - Nicolas Rousset - Antoine Duguet                 | Section paloise- Romain Miramon Choy - Timothe Lallement - Julien Médard - Bastien Birou | Lagardère Paris Racing- Julien Pillet - Boris Sanson - Aurélien Auguste Poggioli - François Regent |
| Femmes individuel,  | Léonore Perrus Lagardère Paris Racing                                                       | Marion Stoltz Cercle d'escrime orléanais                                                 | Cécilia Berder Cercle d'escrime orléanais Laura Reguigne Cercle d'escrime orléanais                |
| Femmes par équipes, | Cercle d'escrime orléanais- Cécilia Berder - Marion Stoltz - Laura Reguigne - Alizée Jammes | Strasbourg Université Club- Solenne Mary - Charlotte Lembach - Schwan - Sara Balzer      | Lagardère Paris Racing- Léonore Perrus - Carole Vergne - Benitez - Caroline Jeanny                 |